# بخش رایلی (شهرستان ساندوسکی، اوهایو)
بخش رایلی (به انگلیسی: Riley Township) یک منطقهٔ مسکونی در ایالات متحده آمریکا است که در شهرستان ساندوسکای، اوهایو واقع شده‌است.
 بخش رایلی ۱۱۰٫۸ کیلومتر مربع مساحت و ۱٬۳۰۲ نفر جمعیت دارد و ۱۷۹ متر بالاتر از سطح دریا واقع شده‌است.